# Unione Sportiva Cremonese 1942-1943
Questa pagina raccoglie i dati riguardanti l'Unione Sportiva Cremonese nelle competizioni ufficiali della stagione 1942-1943.

## Stagione
Nella stagione 1942-1943 mentre la guerra infuria, la Cremonese neopromossa torna ad assaporare la Serie B, disputando il 14° campionato cadetto, piazzandosi in settima posizione con 32 punti in classifica. Il torneo è stato vinto dal Modena con 45 punti, secondo il Brescia con 43 punti, entrambe promosse in Serie A. Il Palermo Juventina è stato tolto dal torneo al termine del ventinovesimo turno, e tutte le sue partite giocate sono state annullate, a causa degli eventi bellici, in primis lo sbarco in Sicilia delle Truppe americane, che hanno compromesso gli spostamenti. I grigiorossi hanno un nuovo allenatore Luigi Miconi. In casa i grigiorossi hanno vinto 11 partite, battendo Brescia e Napoli, ma in trasferta zoppicano per tutto il torneo. Nelle qualificazioni della Coppa Italia la Cremonese elimina il Brescia (2-1), nei sedicesimi sbanca Pisa (0-1), poi negli ottavi esce dal torneo, superata (0-1) dall'Udinese.

## Rosa
| N. |                   | Ruolo | Calciatore        |
| -- | ----------------- | ----- | ----------------- |
|    | Italia (bandiera) | C     | Bruno Barbieri    |
|    | Italia (bandiera) | A     | Giorgio Barsanti  |
|    | Italia (bandiera) | D     | Renato Bodini     |
|    | Italia (bandiera) | A     | Elio Bramanti     |
|    | Italia (bandiera) | P     | Carlo Brasca      |
|    | Italia (bandiera) | D     | Giuseppe Castelli |
|    | Italia (bandiera) | A     | Giuseppe Corti    |
|    | Italia (bandiera) | C     | Luigi Croci       |
|    | Italia (bandiera) | A     | Natale De Carli   |
|    | Italia (bandiera) | C     | Giacomo Foresti   |
|    | Italia (bandiera) | D     | Umberto Franzini  |
|    | Italia (bandiera) | A     | Gervasio Galletti |

| N. |                      | Ruolo | Calciatore     |
| -- | -------------------- | ----- | -------------- |
|    | Italia (bandiera)    | D     | Pietro Ilari   |
|    | Italia (bandiera)    | C     | Marconich      |
|    | Italia (bandiera)    | C     | Giacomo Mari   |
|    | Italia (bandiera)    | C     | Bruno Mazza    |
|    | Italia (bandiera)    | C     | Petruzzini     |
|    | Argentina (bandiera) | C     | Pedro Pompei   |
|    | Italia (bandiera)    | C     | Giulio Rossi   |
|    | Italia (bandiera)    | A     | Arnaldo Salvi  |
|    | Italia (bandiera)    | C     | Targioni       |
|    | Italia (bandiera)    | A     | Pasquale Torre |
|    | Italia (bandiera)    | A     | Leo Trovati    |
|    | Italia (bandiera)    | A     | Luigi Ziletti  |

## Risultati

### Serie B

#### Girone di andata
| Arbitro: | Goracci (Firenze) |

|              |           |                                 |
| Gallanti 89’ | Marcatori | 18’ (aut.) Fregoni 66’ Barsanti |

| Arbitro: | Canavesio (Torino) |

|                                     |           |                |
| Barsanti 14’, 78’ Bramanti 20’, 75’ | Marcatori | 86’ Bernardini |

| Padova 18 ottobre 1942 3ª giornata | Padova            | 0 – 0 | Cremonese | Stadio Silvio Appiani\| Arbitro: \| Galeati (Bologna) \| |
| Arbitro:                           | Galeati (Bologna) |       |           |                                                          |

| Arbitro: | Biancone (Roma) |

|  |           |                                          |
|  | Marcatori | 2’ Castigliano 17’ Costanzo 25’ Coltella |

| Arbitro: | Silvano (Torino) |

|                       |           |           |
| Spadoni 60’ Ratti 73’ | Marcatori | 23’ Corti |

| Arbitro: | Donati (Milano) |

|          |           |  |
| Salvi 8’ | Marcatori |  |

| Arbitro: | Francini (Viareggio) |

|                            |           |  |
| Zironi 57’, 88’ Uneddu 61’ | Marcatori |  |

| Arbitro: | Goracci (Firenze) |

|                        |           |            |
| De Carli 60’ Salvi 65’ | Marcatori | 55’ Foglia |

| Arbitro: | Poggipollini (Ferrara) |

|                                                 |           |  |
| Molina 30’, 41’ Ziletti 35’ (aut.) Mainardi 52’ | Marcatori |  |

| Cremona 6 dicembre 1942 10ª giornata | Cremonese              | 0 – 0 | Pro Patria | Polisportivo Roberto Farinacci\| Arbitro: \| Poggipollini (Ferrara) \| |
| Arbitro:                             | Poggipollini (Ferrara) |       |            |                                                                        |

| Arbitro: | Gamba (Napoli) |

|                          |           |              |
| Mannocci 23’ Paoloni 71’ | Marcatori | 80’ Bramanti |

| Arbitro: | Francini (Viareggio) |

|                   |           |                      |
| Galletti 55’, 68’ | Marcatori | 75’ (rig.) Romagnoli |

| Arbitro: | Viarengo (Asti) |

|                   |           |  |
| Tomasi 79’ (rig.) | Marcatori |  |

| Arbitro: | Bellè (Venezia) |

|              |           |  |
| Galletti 47’ | Marcatori |  |

| Arbitro: | Vannini (Bologna) |

|             |           |  |
| Bramanti 3’ | Marcatori |  |

| Arbitro: | Fois (Roma) |

|                                                |           |                        |
| Ulivieri 4’ Pellegatta 38’ Giangolini 47’, 57’ | Marcatori | 44’ Barsanti 51’ Ilari |

| Arbitro: | Sorbi (Genova) |

|                        |           |  |
| Salvi 72’ De Carli 88’ | Marcatori |  |

#### Girone di ritorno
| Arbitro: | Carpani (Milano) |

|           |           |                       |
| Mazza 64’ | Marcatori | 62’ Antorri 77’ Capra |

| Arbitro: | Vannini (Bologna) |

|               |           |  |
| Salvadori 61’ | Marcatori |  |

| Arbitro: | Venutti (Trieste) |

|              |           |  |
| Barbieri 52’ | Marcatori |  |

| Arbitro: | Bellè (Venezia) |

|  |           |                                               |
|  | Marcatori | 31’ (rig.) Barbieri 70’ Bramanti 89’ De Carli |

| Arbitro: | Da Broj (Forlì) |

|                                               |           |  |
| Barbieri 30’ (rig.) Bramanti 49’ De Carli 83’ | Marcatori |  |

| Arbitro: | Di Pasquale (Varese) |

|                         |           |             |
| Albini 19’ Romanini 81’ | Marcatori | 53’ Foresti |

| Cremona 14 marzo 1943 24ª giornata | Cremonese         | 0 – 0 | Modena | Polisportivo Roberto Farinacci\| Arbitro: \| Curradi (Firenze) \| |
| Arbitro:                           | Curradi (Firenze) |       |        |                                                                   |

| Arbitro: | Poggipollini (Ferrara) |

|             |           |            |
| Foresti 16’ | Marcatori | 81’ Foglia |

| Arbitro: | Venutti (Trieste) |

|                  |           |  |
| Trovati 55’, 72’ | Marcatori |  |

| Busto Arsizio 4 aprile 1943 27ª giornata | Pro Patria      | 0 – 0 | Cremonese | Stadio Bruno Mussolini\| Arbitro: \| Donati (Milano) \| |
| Arbitro:                                 | Donati (Milano) |       |           |                                                         |

| Arbitro: | Scarpi (Dolo) |

|                                 |           |  |
| De Carli 69’ Foresti 70’ (rig.) | Marcatori |  |

| Arbitro: | Barion (Bologna) |

|                                          |           |              |
| Guarnieri 48’ Maturo 50’ Lanciaprima 68’ | Marcatori | 46’ Barsanti |

| Arbitro: | Marini (Monfalcone) |

|                             |           |            |
| Bramanti 29’ Mazza 69’, 79’ | Marcatori | 83’ Doglio |

| Arbitro: | Cristiantiello (Bari) |

|                                     |           |                |
| Cadregari 16’, 53’ (rig.) Viani 45’ | Marcatori | 47’ Petruzzini |

| Arbitro: | Zilli (Reggio Emilia) |

|                    |           |                  |
| D'Odorico 24’, 62’ | Marcatori | 5’, 60’ Galletti |

| Arbitro: | Vitali (Treviglio) |

|  |           |                |
|  | Marcatori | 38’ Giangolini |

| 6 giugno 1943 34ª giornata |  | – Turno di riposo CREMONESE |  |  |

### Coppa Italia

#### Qualificazioni
| Arbitro: | Bellè (Venezia) |

|                          |           |               |
| Bramanti 8’ De Carli 84’ | Marcatori | 43’ Perazzolo |

| Arbitro: | Neri (Vicenza) |

|  |           |              |
|  | Marcatori | 87’ De Carli |

| Arbitro: | Piglione (Reggio Emilia) |

|  |           |           |
|  | Marcatori | 17’ Obuel |